# Joep Baartmans-van den Boogaart
Johanna Lamberdina Maria (Joep) Baartmans-van den Boogaart (Eindhoven, 16 december 1939 – Den Bosch, 29 september 2017) was een Nederlandse politica. Ze was onder andere gedeputeerde in de provincie Noord-Brabant. Joep Baartmans was lid van de Partij van de Arbeid.

## Loopbaan
Na tussen 1974 en 1982 de lokale politiek in Boxmeer gecombineerd te hebben met een baan in het middelbaar onderwijs, werd Baartmans lid van de Provinciale Staten en vervolgens gedeputeerde van cultuur, onderwijs en welzijn in de provincie Noord-Brabant. Daarna was ze van mei 1995 tot januari 1997 waarnemend burgemeester van de gemeente Heusden en vanaf juni 1998 een half jaar waarnemend burgemeester van Schijndel. In januari 1999 werd ze waarnemend burgemeester van Son en Breugel, wat ze tot september 2003 zou blijven. Vanaf mei 2006 was ze bijna een jaar waarnemend burgemeester van Vught, waar ze de eerste PvdA-burgemeester was na vele burgemeesters van VVD-huize.
Baartmans-van den Boogaart was na de gemeenteraadsverkiezingen 2006 formateur van het college van burgemeester en wethouders in 's-Hertogenbosch. Daarnaast was ze voorzitter van het CITO en in de zomer van 2005 troubleshooter bij de Intergemeentelijke Sociale Dienst (ISD) in Waalwijk.
In 1995 is er een prijs naar haar vernoemd: de Joepie. Zelf kreeg ze van deze tweejaarlijkse Noord-Brabant popprijs de eerste toebedeeld, vanwege haar inzet voor de popcultuur.
Joep Baartmans-Van den Boogaart was getrouwd en heeft één zoon, de zanger-gitarist-componist Bart-Jan "BJ" Baartmans. Ze overleed in 2017 op 77-jarige leeftijd in het Jeroen Bosch Ziekenhuis in haar woonplaats Den Bosch.